# Piedra del Águila
Piedra del Águila är en kommunhuvudort i Argentina.   Den ligger i provinsen Neuquén, i den sydvästra delen av landet, 1 200 km sydväst om huvudstaden Buenos Aires. Piedra del Águila ligger 505 meter över havet och antalet invånare är 3 372.
Terrängen runt Piedra del Águila är kuperad åt sydost, men åt nordväst är den platt. Piedra del Águila ligger nere i en dal. Trakten runt Piedra del Águila är nära nog obefolkad, med mindre än två invånare per kvadratkilometer..
Omgivningarna runt Piedra del Águila är i huvudsak ett öppet busklandskap.